# آرازی
موُسِس ملیکی هاروتیونیان (ارمنی: Մովսես Մելիքի Հարությունյան) با نام مستعار آرازی (ارمنی: Արազի؛ زادهٔ ۲۰ مارس ۱۸۷۸ - درگذشته ۲۱ دسامبر ۱۹۶۴)، داستان‌نویس، رمان‌نویس و مترجم اهل ارمنستان بود. وی یکی از پیشگامان ادبیات پرولتریایی بود. آرازی عضو جنبش انقلابی بود.

## زندگی‌نامه
وی در ۲۰ مارس ۱۸۷۸ در روستای شولاور (اکنون شاهومیان، گرجستان) به دنیا آمد. تحصیلات ابتدایی در مدرسه محلی زادگاهش انجام داد و دبیرستان را در تفلیس تکمیل نمود. در سال ۱۸۹۹ وی به سنت پترزبورگ نقل مکان نمود و در مؤسسه فناوری ثبت نام نمود. آنجا به علت به مدت پنج سال (۵–۱۹۰۱) زندانی بود. در سال ۱۹۰۶ به تفلیس بازگشت و شروع به چاپ نخستین مقالاتش در ماهنامه "مورچ" (به معنی "چکش") نمود. در جریان جنگ جهانی اول در امر ویرایش و چاپ دو مجموعهٔ ادبیات پرولتریایی "میخک‌های سرخ" و "آلبوم کارگری" با هاکوب هاکوبیان همکاری نمود. وی به خاطر رمان تاریخی "ایسرائیل اوری" و داستان کوتاه "آرو" (به معنی "خورشید") شناخته شده‌است. وی در ۲۱ دسامبر ۱۹۶۴ در سن ۸۶ سالگی در ایروان درگذشت.

## آثار
- - (۱۹۱۲)
- واپسین رؤیا (۱۹۱۲)
- خانه ناتمام (۱۹۱۳)
- پرنده زخمی (۱۹۱۳)
- گل‌های خونین (۱۹۱۶)

## جوایز
- نشان لنین
- نشان پرچم سرخ کار

## نگارخانه

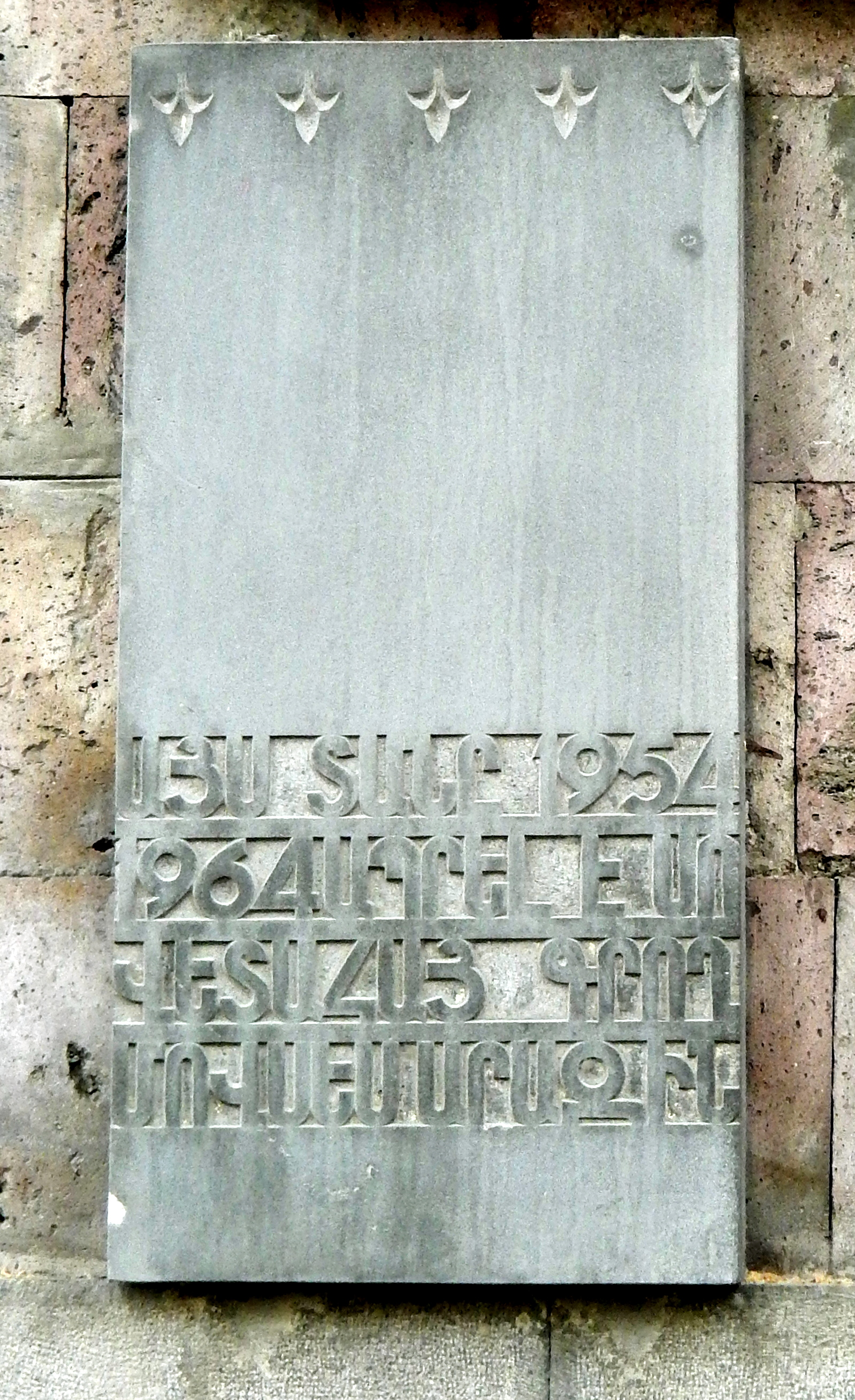
پلاک موسس آرازی